# ستورم (ألبرتا)
ستورم (بالإنجليزية: Strome, Alberta)‏ هي قرية تقع في كندا في ألبرتا. يقدر عدد سكانها بـ 228 نسمة ومساحتها 0.92 كم2 وترتفع عن سطح البحر 693 متر.